# Джазовый фестиваль (Скопье)
Джазовый фестиваль в Скопье — джаз-фестиваль, проводящийся в Скопье, Северной Македонии ежегодно начиная с 1982 года.

## История
Впервые фестиваль был проведён в 1982 года.
Ежегодно фестиваль собирает на своих сценах балканских и международных джазовых музыкантов. На фестивальной сцене выступали Херби Хэнкок, Орнетт Коулмен, Джон МакЛафлин, Чик Кориа, Эл Ди Меола и другие.
С 13 по 16 октября 2016 года фестиваль прошёл в 35-й раз.